# Doğuş Derya
Doğuş Derya (rođena 1978.) ciparska je aktivistkinja i političarka, turskog porijekla. Godine 2013. izabrana je u Skupštinu Republike okupiranih teritorija sjevernog Cipra.

## Mladost, obrazovanje i aktivizam
Derya je rođena u sjevernoj Nikoziji 1978. godine. Studirala je politologiju i međunarodne odnose na Sveučilištu u Istanbulu i diplomirala 1999. Zatim je magistrirala na Odsjeku za sociologiju Sveučilišta Boğaziçi u Istanbulu. Doktorirala je na Odsjeku za bliskoistočne studije Sveučilišta na Cipru.
Bila je jedna od osnivačica Udruge sveučilišnih predstavnika u razdoblju 1997. – 1998. i Ciparske platforme za mlade 2001. godine. U posljednjim godinama svog obrazovanja sudjelovala je u aktivnostima udruga za ženska prava u Turskoj.
Po povratku na Cipar 2007. godine započela je s predavanjem sociologije politike na Bliskom istočnom sveučilištu i nastavila ovaj posao do 2008. godine. Osnovala je Komunalni mehanizam za ravnopravnost spolova (TOGEM) pri Ministarstvu rada i socijalnog osiguranja od 2008. do 2009. godine, a započela je svoje aktivnosti u nevladinoj organizaciji Feministička radionica (FEMA). U međuvremenu je provodila akademska istraživanja seksualnih teorema, identiteta i nacionalizma. Utemeljila je 2012. godine Općinski centar za društvene djelatnosti općine Gönyeli i do 2013. koordinirala isti.

## Politička karijera
Na parlamentarnim izborima 2013. bila je kandidatkinja Republikanske turske stranke u okrugu Lefkoşa i bila je 6. na stranačkoj listi. Dobila je 18 175 glasova, postavši 7. izabrana u svojoj stranci. Derya je ponovno izabrana i na parlamentarnim izborima 2018. godine.
Derya je glasna i aktivna zagovaračica ravnopravnosti spolova u zajednici, te LGBT prava i stavlja naglasak na demokratske vrijednosti i slobodu u obrazovanju. Tijekom stupanja na dužnost izazvala je kontroverzu zakletvom u parlamentu, jer je u početku odbila izgovoriti zakletvu koja je stavila naglasak na integritet Turske Republike Sjeverni Cipar, tvrdeći da je bila "previše maskulina". Umjesto toga, željela je izreći prisegu naglašavajući borbu za savezni Cipar i žestoko se suprotstavljajući bilo kojoj diskriminaciji, uključujući diskriminaciju na temelju seksualne orijentacije. 2014. godine u govoru u parlamentu izjavila je da su ciparske Grkinje silovane kao i ciparske Turke. Ova je izjava izazvala žestoku reakciju nekih segmenata ciparsko-turskog društva. 2014. pokrenula je reformu Kaznenog zakona, uključujući rodno osjetljive promjene, posebno u poglavlju Seksualni prijestupi. 2015. godine predvodila je odbor koji je izradio novi Obiteljski zakon za sjeverni Cipar. Njezin je prijedlog uključivao povećanu zaštitu za dječake koja je tek ranije bila ponuđena djevojčicama i slobodu žena da u braku biraju svoja prezimena kako vole. Zakon je također unaprijedio zaštitu žena koje se boje ili trpe nasilje.
Zbog pravila rodne kvote na izborima 2018. omjer zastupnica je porastao s 8% na 18%. 2018. zajedno s dva zastupnika iz CTP-a podnijela je zakone o trgovini ljudima, krijumčarenju ljudi i govoru mržnje. Ti su prijedlozi usvojeni jednoglasno na parlamentarnom glasanju u ožujku 2020.